# Djurås
Djurås ist ein Ort (Tätort) in der schwedischen Provinz Dalarnas län und der historischen Provinz Dalarna. Der Zentralort der Gemeinde Gagnef liegt südlich des Siljansees. Bei Djurås fließen zudem Västerdalälven und Österdalälven zusammen.

## Etymologie
Der Name des Ortes stammt von einer älteren Bezeichnung des Flusses Västerdalälven ab, die ihn in dieser Schreibweise Görälven schreibt. Durch den Zusammenfluss der beiden Flüsse bei Djurås und da os, das manchmal auch zu ås umgeformt wird, Flussmündung bedeutet, bezieht sich der Name Djurås auf die Mündung des Görälven.